# 리스본행 야간열차 (영화)
《리스본행 야간열차》(독일어: Nachtzug nach Lissabon, 영어: Night Train to Lisbon)는 2013년 공개된 영화로, 동명 소설을 원작으로 한다.

## 출연
- 제러미 아이언스 - 레이문드 그레고리우스 역
- 잭 휴스턴 - 아마데 우 프라두 역
- 마르티나 게데크 - 마리아나 역
- 레나 올린 - 늙은 스테파니아 역
  - 멜라니 로랑 - 젊은 스테파니아 역
- 브루노 갠즈 - 늙은 조지 오켈리 역
  - 어거스트 딜 - 젊은 조지 어켈리 역
- 샬럿 램플링 - 늙은 아드리아나 두 프라두 역
  - 베아트리스 바타르다 - 젊은 아드리아나 두 프라두 역
- 톰 코트니 - 늙은 주앙 에샤 역
  - 마르코 달메이다 - 젊은 주앙 에샤 역
- 크리스토퍼 리 - 늙은 바르톨로뮤 신부 역
  - 필리프 바르가스 - 젊은 바르톨로뮤 신부 역
- 제인 손 - 늙은 클로틸드 역
  - 아나 루시아 팔민하 - 젊은 클로틸드 역
- 부르가르트 클라우스너 - 프라두 판사 역
- 아드리아누 루스 - 멘데스 역
- 사라 뷜만 - 카타리나 멘데스 역
- 니콜라우 브레이네르 - 다 실바 역
- 한스페터 뮐러 - 카기 교장 역